# John Batho
John Batho (* 1939) je francouzský profesor výtvarného umění na národních uměleckých školách a umělecký fotograf. V roce 1977 získal cenu Kodak za fotografickou kritiku.

## Životopis
John Batho se od roku 1961 věnoval umělecké fotografii. V době, kdy převládala černobílá fotografie, zaměřil svůj výzkum na plastické kvality barev. Je členem pařížského fotografického klubu 30 × 40. V roce 1976 se setkal s Michelem Fressonem, který ho seznámil s bohatostí procesu barevného uhlotisku. Od roku 1977 jej zastupuje galerie Zabriskie v Paříži a New Yorku, jeho díla začala mít mezinárodní distribuci. V roce 1980 se setkal s Rolandem Dufauem v galerii Agathy Gaillardové. Ten mu představil nový Cibachrome. V roce 1983 studoval vztah mezi současnou fotografií a reflexí Gastona Bachelarda o obrazu a imaginaci. Kromě pedagogické činnosti jako lektor na univerzitě Paříž VIII (Katedra plastických umění) v letech 1983 až 1990 vedl John Batho uměleckou produkci. Od roku 1990 do roku 2011 byl profesorem na École nationale supérieure d'art. Jeho díla jsou zastoupena v mnoha veřejných i soukromých sbírkách ve Francii i v zahraničí. Umělce zastupuje Galerie Nicolas Silin v Paříži.
Jeho manželka byla fotografka Claude Batho (1935–1981), která pořizovala podrobné snímky svého domova a seriál o zahradě Clauda Moneta v Giverny.

## Cykly
1960–2000
- 1962–2007 Chemins creux (nepublikováno)
- 1964–1984 Héry, pays de Savoie (nepublikováno)
- 1967–1972 Honfleur, couleur locale
- 1967–1980 Normandie intime
- 1968–1976 Paris – banlieue (nepublikováno)
- 1974–1986 Photocolore
- 1978 Buées, fenêtre
- 1977–2011 Parasols, plage de couleur
- 1980–1982 Manège, couleur de fête
- 1980–1984 Giverny
- 1983–1985 Burano, la couleur et son lieu
- 1983–1990 Venise
- 1986 La couleur détachée, photographies – photocollages
- 1989 Ploumanac’h, Éléments
- 1987–1990 Papiers froissés
- 1988–1992 Papier lumière
- 1990 Nageuses
- 1994 Venise – Vedute
- 1994–1996 Écrans
- 1994–1996 Surfaces
- 1996 Marges
- 1997–1998 Souffles
- 1998–1999 Nuages – Peintures
- 1998 Visages
- 1998 Effacés
- 1998 Présents et absents
- 1998–1999 Vilnius, ghetto, bus
- 1999–2000 Ombres – dessins

2000–2010
- 2000 Les plantes du concierge
- 2004–2009 Sur le sable, Cabourg
- 2005 Instants
- 2005–2010 Objets d’art (nepublikováno)
- 2005–2015 Négatifs (nepublikováno)
- 2006 Vitrines (nepublikováno)
- 2007–2012 Candidats (nepublikováno)
- 2007–2008 Passants
- 2008 Lollipop
- 2008 Tom
- 2008 Clem
- 2008 Neige
- 2009–2013 Cartes, Atout cœur
- 2009 Cadeaux (nepublikováno)

2010–2020
- 2010 Plastiques
- 2010 Trottoir (nepublikováno)
- 2010 Couleur froide
- 2011 Galets
- 2011 Hom
- 2011 Niqab
- 2011 Collection (nepublikováno)
- 2011 Sweetheart
- 2015 Peinture (nepublikováno)

## Hlavní výstavy od roku 2000

### Samostatné výstavy
2000–2010
- 2004: Chez Jeanne à travers les carreaux intervention et installation photographique in situ, La Menuiserie, Rodez
- 2004: Apparemment léger Musée Malraux, Le Havre
- 2003: Qui a peur du rouge, du jaune et du bleu ? Château de Tanlay, Centre d’art de l’Yonne
- 2002: Visite privée Musée Fenaille, Rodez
- 2002: Présents & Absents Le Parvis, Scène nationale, Tarbes
- 2002: Photocouleur-couleurphoto Espace 1789, Saint-Ouen
- 2002: Présencia/Ausencia Biblioteca Luis Ángel Arango, Bogota (Kolumbie)
- 2001: John Batho, séries 1975–2000 Musée Nicéphore-Niépce, Chalon-sur-Saône
- 2000: Esantys ir nesantys M.K. Ciurlionis National Museum, Kaunas (Litva)
- 2000: Présents & Absents Musée Nicéphore-Niépce, Chalon-sur-Saône
- 2000: Présents & Absents Musée Denys-Puech, Rodez
- 2009: Le Champ d’un regard Bibliothèque nationale de France, Paris
- 2009: Présence / Absence galerie Nicolas Silin, Paris
- 2008: Poses & Passages Musée des beaux-arts, Dijon
- 2007: N’y voir que du bleu, Maison Pélissier, Maromme
- 2007: Venezia vedute Ikona photo gallery, Benátky (Itálie)
- 2006: Plages de couleurs Ikona photo gallery, Venise
- 2006: Pages de plages Galerie de la Filature, Mylhúzy
- 2005: Papiers lumière, Surfaces, Buées Galerie Isselin, Dijon

2010–2020
- 2010: Salon ArtParis, foire d’art contemporain, Grand Palais, Paris
- 2010: Couleur froide, galerie Nicolas Silin, Paris
- 2013: Colors, galerie Nicolas Silin, Paris
- 2013: Figures fragiles, galerie Nicolas Silin, Paris
- 2011: Fragiles présences, Centre d’Art La lune en parachute, Épinal
- 2011: Délices et supplices, galerie Nicolas Silin, Paris
- 2014: Claude et John Batho, Les promenades photographiques, Musée de Vendôme
- 2015: Le Deauville de John Batho, galerie Le point de vue, Deauville
- 2015: Plage de couleurs, galerie Nicolas Silin, Paris
- 2016: John Batho, Histoire de couleurs 1962–2015 (Festival Normandie Impressionniste 2016), Ville de Caen, Musée de Normandie (Château de Caen), Caen

### Skupinové výstavy
- 2021: Couper le son et arrêter le mouvement, une exposition de la Médiathèque de l'architecture et du patrimoine, avec des photographies de John Batho, Marcel Bovis, François Kollar, Jacques-Henri Lartigue, François Le Diascorn, Dolorès Marat, Émile Muller, Jean Pottier, Bruno Réquillart, Willy Ronis, Frères Séeberger, Le Quadrilatère, Centre d'art de Beauvais, dans le cadre des 18e Photaumnales

## Ocenění a vyznamenání
- 1977: Cena Kodak za fotografickou kritiku

### Katalogy
1980–1990
- La couleur détachée, Photographies, Photocollages (texty Alexandre Bonnier a Jean-Claude Mouton), Éd. Městská knihovna, Marseille 1986
- Giverny, comme une peinture déjà faite (předmluva Françoise Reynaud), Éd. Muzeum Aurillac, 1984
- Burano, la couleur et son lieu (text John Batho a Nadhira Lekehal), Éd. AMC, Mylhúzy, 1983
- La couleur et son lieu, Deauville, Venise, Burano (text Paolo Costantini, John Batho: Il colore come figura ), ed. Fotogalerie Ikona, Benátky, 1983
- Photography 1922–1982, kapitola Invented reality (text Jean-Claude Lemagny), katalog Photokina, Kolín nad Rýnem, 1982
- John Batho (text Jean Dieuzaide ), Éd. městská galerie Château d'Eau, Toulouse, 1981
- Dominique Gaessler,„ John Bato “, v: Les grands maîtres du tirage (Velcí mistři tisku), ed. Contrejour, 1987, s. 119.

1990–2000
- Éléments, les rochers de Ploumanac’h, (fotografie a text John Batho pro Conservatoire du Littoral), ed. Marval, Paříž, 1992

2000
- Poses & Passages (text: François Dominique « Ô mesure d’attente »), ed. terrebleue, Paris, 2008
- Visite privée (text: Annie Philippon, John Batho, Philippe-Charles Dubois), ed. Musée Fenaille, Rodez, 2002
- Esantys ir nesantys (Présents & Absents, text: Claire Nédellec, Une poétique de l’absence), ed. Musée Nicéphore Niépce, 2000

Roky 2010–2020
- Plage de couleurs (text: John Batho), ed. terrebleue, Paříž, 2015

### Díla
1980–1990
- Claude Batho, fotografka (předmluva: Sylviane Heftler, rozhovor s Françoise Marquet), ed. des Femmes, Paříž, 1982.
- Imaginární snímky, 12 současných fotografů a myšlenka Gastona Bachelarda (texty ve spolupráci s Nadhirou Lekehal), ed. Contrejour, Paříž, 1984.
- Photocolore (rozhovor s Annie Chambonnet), ed. Colona, Paříž, 1985.
- John Batho (předmluva: Carole Naggar a Vittorio Sgarbi ), Fratelli Alinari Editrice, Florencie, 1987.

2000–2010
- Une rétrospective (předmluva: François Cheval), ed. Marval, Paříž, 2001.

2010–2020
- Atout cœur (texty John Batho a François Dominique), ed. Virgile, Paříž, 2013.
- Couleur froide (text John Batho), ed. Terrebleue, Paříž, 2010.
- (anglicky) The Oxford Companion to the Photograph[2]